# El mariil
El mariil è il nono album di Dvar, pubblicato nel 2010.

## Il disco
Album sorprendente e che segna un nuovo cambio di traiettoria musicale, o meglio, un'ulteriore evoluzione nel suono di Dvar.
Vengono accantonati i ritmi dancehall e synth pop degli ultimi due lavori e il suono ritorna ad essere quello neoclassico e sinfonico di dischi come Rakhilim o Oramah maalhur e come in quest'ultimo vi si sente anche la presenza di sonorità ambient e d'atmosfera, anche, ma non solo, per la presenza in molti brani del pianoforte.
Nel complesso questo album ha decisamente un'impronta malinconica e romantica, con solo qualche lieve accenno alle sonorità più vivaci o aggressive che avevano caratterizzato la recente produzione di Dvar.
Sono presenti in questo album brani dalla durata insolitamente lunga per gli schemi del gruppo, e addirittura ben tre brani superano i sei minuti di durata, cosa che si era verificata in precedenza di rado.
Questa peculiarità rientra nel nuovo indirizzo sonoro di Dvar, più atmosferico e rilassato.

### Il booklet
È indicato sulla copertina copertina come l'album del decimo anniversario "10th Anniversary album". la ragione della celebrazione va fatta risalire al primo cd autoprodotto da Dvar Taai liira uscito nel 2000, appunto.
In questo lavoro, come nei precedenti, all'interno del booklet compare la scritta: "music & text inspired by DVAR" "2009", oltre a questo tre disegni sono numerati, a questi numeri corrisponde una suddivisione dei 19 brani dell'album:
- "fig. 1" comprende i brani dal 1 all'8
- "fig. 2" i brani dal 9 al 14
- "fig. 3" i brani dal 15 al 19

Scompare dal booklet la formazione ed ogni dato tecnico relativo ai componenti e agli studi di registrazione, tutto torna anonimo, come già era stato per i primi lavori.

## Tracce
1. Niliim – 1:35
2. An aerim – 2:01
3. El am – 2:23
4. Dhar – 4:39
5. Uuy-gharr – 4:06
6. Nouri – 3:43
7. Zhaka taka – 3:10
8. Nakhva – 2:29
9. Oh mariil – 3:32
10. Hoor'ti – 3:42
11. Naa – 2:32
12. Hey-da-haar – 7:06
13. Jruggr – 2:08
14. Nier-paa – 6:27
15. Mi uuy-gharr – 3:06
16. Vaah iiru – 2:38
17. Hey hey-da-haar – 0:54
18. Taaira – 3:50
19. N'ahaliroh sigalii – 6:37